# Bulcsú László
Bulcsú László ↓1 (Čakovec, 9. listopada 1922. − Čabraji kod Križevaca, 4. siječnja 2016.), bio je hrvatski jezikoslovac, prevoditelj i informatolog koji je poznavao 40 jezika. Bio je poznat kao veliki borac protiv tuđica (posebice anglizama i balkanskih riječi) u hrvatskome jeziku, "hrvatski Šulek naših dana" (S. Babić). Njegovim radom i utjecajem pojavljuju se novi naraštaji hrvatskih jezikoslovaca oslobođenih zabludâ mladogramatičarske ("mladoslovničarske") jezikoslovne škole.

## Životopis
Bulcsú László rodio se je u Čakovcu 1922. godine. Po ocu je Mađar, a po majci Hrvat. Njegov otac Béla László bio je poznati čakovečki odvjetnik. Bulcsú László gimnaziju je završio u Varaždinu 1940. godine a do 1943. godine polazio je studij elektrotehnike na Politehnici u Budimpešti. Zbog vojne obveze taj je studij morao prekinuti. U ratu bio je radiotelegrafist i određeno vrijeme proveo je u ruskome zarobljeništvu. Nakon Drugoga svjetskoga rata morao je ponovno odslužiti vojsku, JNA, a opet bio je radiotelegrafist. Na Sveučilištu u Zagrebu na Filozofskome fakultetu upisao je naukovnu skupinu slavistike (ruski jezik i književnost pod A, hrvatski jezik pod B, poredbenu slavensku gramatiku, hrvatsku književnost i engleski jezik pod C). Diplomirao je 1952. godine kod Stjepana Ivšića, radnjom na ruskome jeziku, Опыт (фонологическо-)исторической типологии русских глаголов (Iskustvo (fonološko-)povijesne tipologije ruskih glagola). Nakon toga jedno vrijeme radio je kao profesor pripravnik u sinjskoj gimnaziji. Na sinjsku gimnaziju došao je 1952. godine za nastavnika ruskoga i engleskoga jezika. Na istoj gimnaziji također predavao je filozofiju, psihologiju i logiku. U Sinj je išao "da bi na izvoru crpao uzorni zapadnohercegovački govor što ga u junačku Cetinsku krajinu izbjeglice izpod osmanlijskog zuluma donieše". Kao učenik i asistent Stjepana Ivšića te poznavatelj mnogih jezika, od 1955. godine bio je zaposlen na Filozofskome fakultetu, gdje je do umirovljenja (1993.) i poslije, na različitim katedrama, predavao slavistiku, rusistiku, opće jezikoslovlje i informatologiju. Od 1964. do 1970. godine predavao je slavistiku na sveučilištima u SAD-u (Sveučilište Indiana, Sveučilište u Chicagu, Sveučilište Yale).
Doktorirao je 1986. godine na Sveučilištu u Chicagu, kod Edwarda Stankiewicza, s temom An Information Science Approach to Slavic Accentology. Bavio se algebarskom lingvistikom, bio jedan od pionira strojnoga prevođenja i inoviranja jezikoslovnih studija; na Zagrebačkom je sveučilištu zasnovao informatiku u humanističkim područjima i među prvima započeo računalnu obradbu hrvatskih tekstova. Među ostalim bavio se filološkim tumačenjem i jezikoslovnom raščlambom asirske klinopisne književnosti, pa je preveo s izvornika niz temeljnih spisa drevne mezopotamske književnosti. László je kao pokretačka snaga Zagrebačkoga lingvističkoga kruga (u početku: Krug mladih slavista) presudno utjecao na oblik hrvatskoga jezikoslovlja. Ustrojio je dvogodišnji studij društveno-humanističke informatike i četverogodišnji studij informacijskih znanosti na Filozofskome fakultetu i bio voditeljem Katedre i pročelnikom Odsjeka.
Od 1992. godine i osnutka Katedre za algebarsku i računalnu lingvistiku na Odsjeku za opću lingvistiku do umirovljenja, 1993. godine, bio je njezinim predstojnikom. Nakon umirovljenja nastavio je honorarno predavati na Odsjeku za opću lingvistiku i orijentalne studije (od 2000. godine Odsjeku za lingvistiku). Bio je predavačem više od šezdeset godina, a posljednji puta predavao je u ljetnome poljeću 2014. godine.
Umro je 4. siječnja 2016. godine u Čabrajima kod Križevaca, a urna mu je položena na groblju u Križevcima.

## Stručni rad
Lászlóov doprinos oblikovanju hrvatskoga jezika teško je odrediva dosega. Široj je javnosti Lászlóov rad koliko-toliko poznat po zagovoru morfonološkog (tvorbenoga) pravopisa i izgradnji hrvatskoga nazivlja, jer je veliku većinu tuđica (pa i onih grčkoga i latinskoga podrijetla) zamijenio novotvorenicama. Lászlóov je prijedlog za reformu hrvatskoga pravopisa na tragu Zagrebačke škole (te su propise rabili Bogoslav Šulek, Adolfo Veber Tkalčević, August Šenoa, Ante Kovačić, Eugen Kvaternik) − no, László je ortografske propise još strože ustrojio. Navest ćemo neke:
- jekavizacija "pokrivenoga r" u oblicima koje nije bilo ni u tekstovima Zagrebačke škole (vrieme/vrjemena; trjebati/trieba; potrjeba/upotriebiti; prjedpostavka; prjepisati/priepis; prjenositi/prienos; napried/naprjedak; rjezati/riez; vrjelo; srjeća…) i vraćanje drugih jekavskih oblika koji nisu ušli u sveopću primjenu (niesam, njekoliko, njeki, cjesta, goljem…)
- ponešto drugačiji propisi u pojedinim slučajevima − npr. u superlativu: naj bolji, naj veći

U ostalim se rješenjima Lászlóov pravopis uglavnom poklapa sa zagrebačkim, od jata do neasimiliranja po zvučnosti (liepo, primjetba, razstaviti, izčupati, žalostna, odpjevati, šestdeset…), ali uz neke preinake (opći, š njom…). Druga je odlika Lászlóova spisateljstva jezična čistoća u kojoj László sustavno zamjenjuje sve riječi strane hrvatskomu jeziku, gdje hrvatski jezik čisti od svih ruskih, srpskih, balkanskih, turskih, i arabskih riječi (pogreb, obrazovanje, ogroman, upečatnjiv, izvini, savez, savrešeno, magarac, boja, baš, čak, tek, barem, čekić, jastuk, čarape, čizme…) i mijenja ih hrvatskim (sprovod, naobrazba, golem, uočljiv, oprosti, svez, dokonalno, tovar, kras, upravo, pače, samo, dajbudi, batić, uzglavlje, bječve, škornje…)  isto tako naj je ekstremniji pristup njegovoga čistunstva je mijenjanje latinskoga znastvenoga nazivlja (matematika, psihologija, biologija, fizika, kemija…) s hrvatskim (oloslovlje, dušoslovlje, živoslovlje, naravoslovlje, lučba…)  primjer su njegovi zanimljivi nazivi padeža (nazovnik, rodnik, datnik, tvornik, zovnik, mjestnik, orudnik).
Što se tiče gramatike László ovdje vraća se na slovnicu Zagrebačke škole. U instrumentalu možine ili višebroju, kako ga on voli zvati (Bio sam s liepimi ženami., Što si to radio s timi uvenutimi cvieti?... i slično), u genetivu množine na takozvanu "ahkavicu" (Ima puno raznih ženah.), te u dativu (Idem k liepim ženam.).
U ticanju dokazivanja hrvatskosti "korienskoga" pravopisa, sustavno opovrgava sve navodne zablude popularnoga mnijenja o neutemljenosti tradicijskoga "etimoložkoga" načina pisanja u hrvatskoj pravopisnoj povijesti.
Na području hrvatskoga strukovnoga nazivlja za informacijske znanosti i druga područja Lászlóov trud tek čeka na priznanje i primjenu. Lászlóov je rad utjecao i na Ladanovo jezikotvorstvo, dok ostali vidovi djelatnosti ovoga jezikoznanca, poglavito na polju pravopisanja i jezičnoga purizma, nailaze na teškoće pri ulasku u matricu hrvatskoga jezika. Stjepan Babić ga smatra jednim od najplodnijim, ako ne i najplodnijim rječotvorcem u hrvatskom jeziku. László i Željko Bujas su, 1959. godine, organizirali prvu radionicu o strojnome prevođenju na Filozofskome fakultetu Sveučilišta u Zagrebu.

## Djela, članci i prijevodi
- Strojno prevođenje i statistika u jeziku (1959.), članak, Naše teme, (6), 105–298., (suautor Svetozar Petrović).[16]
- Broj u jeziku (Naše teme, 6/1959, Zagreb (pretisak u SOL 10/1990) (SOL: Lingvistički časopis), članak.
- Strojno prevođenje i naši neposredni zadaci, Jezik 4/X, (1962./63.), str. 117. − 121. (suautor Božidar Finka)[17]
- Rješavanje jezičnih pitanja u odostražnom rječniku, Jezik 4/XIV, (1966.), str. 115. − 128., članak, (suautor Božidar Finka)[18]
- Enûma eliš = (kada se gore...): spjev o stvaranju svijeta: pohvala Marduku. Književna smotra: časopis za svjetsku književnost. God. 8 (1976.), br.26./27.; str. 5. − 20.
- An information science approach to Slavic accentology, University of Chicago, Department of Slavic Languages and Literatures, (1986.). knjiga.[19][20]
- Sitnice mudroslovne, Filozofska istraživanja (br. 30., god. 9. (1989.), sv. 3., str. 973. − 978.), članak.
- Što bi bilo da nije bilo, list Start od 23. lipnja 1990.[21]
- Informacijske znanosti i znanje (1990.) Zbornik (članak, Neka pitanja strojnoga razumijevanja prirodnoga jezika)
- Mušnammir gimillu = (L'učāru cijelosti…): Hvalopj'ev S'ūncu, članak, Croatian "Indias" = Hrvatske "Indije"; Most = The bridge: a journal of Croatian literature. (1990.), sv. 4., str. 39. − 62.
- Obrada jezika i prikaz znanja (1993.) Zbornik, ur. Slavko Tkalac, Miroslav Tuđman, (članak, Pabirci redničnoga i obavjèstnîčkôga pojmovlja oko razumnih sustava)[22]
- Dvije pjesme: (Bez naslova), Heinrich Heine, prijepjev Književna smotra 26(1994.), br. 91, str. 142.
- M’ājka Mat’ijāševa, János Arany, Književna smotra, 26(1994.), br. 91, str. 143. − 146.
- Uzprhao paun, Endre Ady, prijepjev, Književna smotra, 26(1994), br. 91, str. 147-148.[23]
- Tvorbeni pravopis (1994.), članak, Dometi, br. 11.[22]
- Desetosamoglasnički sustav međimurskoga govora, (1994.), članak, Kaj, br. 2. − 3.[24][25][26]
- Uz prievod Puškinova Spomenika (1994.), članak, Književna smotra, br. 91.[22]
- Englezko-hrvatski Hrvatsko-englezki rječnik obavjesničkoga nazivlja[27] (1994.)
- Jezik hrvatski u prošlosti, sadašnjosti i budućnosti (1996.) Zbornik "Hrvatski uspjeh kroz zajedništvo", dio V., str. 5. − 7., INTERCON Zagreb.
- 'Sedam priep'ieva (1996.), članak, Književna smotra, 28. (1996.), 99(1), str. 63. − 64.
- Jezik i komunikacija: zbornik radova, (1996.) (članak, Općitbena bilježitost pri odredbi srbštine i hrvatštine)[28]
- Bilježka o književnome naglasku hrvatskome // Suvremena lingvistika, sv. 41./42., br. 1-2, str. 333. − 391. (1996.), članak.
- Prvici (1997.) poglavlje u Hrvatski jezikovnik i savjetovnik / Ivan Branko Šamija[29] (radi se o prijevodu nazivâ kemijskih elemenata (prvika) na hrvatski jezik)
- Ilijada: svitak prvi, Književna smotra. - 28 (1996.), 100(2), str. 167. − 172., (1997.), prijevod s Homerova grčkoga na hrvatski jezik.
- Šammu ša libbi. // Trava od srca: hrvatske Indije II., Hrvatsko filološko društvo, Filozofski fakultet Sveučilišta u Zagrebu, Zagreb, 2000., str. 7. − 51., (članak)[30]
- I tako se kola kretoše koturati nizbrdo[31] (2001.) članak
- Pjesme, bajke, drame, Aleksandar Sergejevič Puškin, (2002.) priredio Ivan Babić (Bulcsú László preveo je pjesmu Я памятник себе воздвиг нерукотворный… Spomenik digoh si što ne bje rukom sazdan…)[32]
- Iz glasoslovlja opće međimurštine: listek na preštimano voredničtvo (2002.) članak, Kaj: časopis za kulturu i prosvjetu, god. 35., br. 1/2, str. 61. − 90.[33]
- Croato-Hungarica: uz 900 godina hrvatsko-mađarskih povijesnih veza., (2002.), ur. Milka Jauk-Pinhak, Gy. Csaba Kiss, István Nyomárkay. Zagreb: Katedra za hungarologiju Filozofskoga fakulteta Sveučilišta u Zagrebu i Matica hrvatska, (članak, Asbóthova prosudba Rešetārove slovnicē s'rbskōga (hrvātskōga) jezika, str. 229. − 251.)[28]
- Hrvatski ili hrvacki pravopis? (2004.), članak.
- Sporenje oko pokrivenoga r. // Fokus, 6. svibnja 2005., str. 34.[9]
- Tuđ'inština u jeziku hrvātskōme[34] (2004.) članak (suautor Damir Boras)
- Te snīvāše pĕv, što neodzvāńān bī, Književna smotra. - ISSN 0455-0463. - 41 (2009.), 3(153), str. 137. − 143.
- Silazak Ištarin. Prěvod ur'ēđenōga orječja klinop'isnōga akk'adskōga pėsmotvora // Hrvatske Indije 3, (ur. Zdravka Matišić) Odjel za orijentalistiku Hrvatskoga filološkog društva, Zagreb, 2010., str. 9. − 18.[35]
- Hvalopj'ev S'ūncu: Akkadski pjesmotvori u hrvatski pretočeni i komentarima popraćeni po Bulcsúu Lászlóu, Odjel za orijetnalistiku Hrvatskoga filološkog društva, Zagreb, 2012., knjiga.[36]
- Aleksandar Sergejevič Puškin Избранные стихотворения / Izabrane pjesme, (2012.) priredio i pogovor napisao Fikret Cacan,[37] (Bulcsú László preveo je pjesmu Я памятник себе воздвиг нерукотворный... Spomenik digoh si što ne bje rukom sazdan...)[38]

## Nagrade i počasti
- Bio je počasnim članom Matice Hrvatske u Varaždinu te članom Akademskoga korpusa Mađarske akademije znanosti.[39]
- Bio je počasnim predsjednikom Hrvatskog društva za jezične tehnologije.[40]
- 1993.: Nagrada Dr. Ivan Šreter
- 1994.: Povelja Filozofskoga fakulteta.[41]
- 2000.: Primljen je za člana opće zajednice Mađarske akademije znanosti.[41]

## Spomen
- 2017.: Ogranak Matice hrvatske u Križevcima i Hrvatsko filološko društvo priredili su znanstveni skup posvećen Bulcsúu Lászlόu (uz 95. obljetnicu rođenja), Dani Bulcsúa Lászlóa. Godine 2020. objavljen je zbornik radova s toga skupa, Lučar cijelosti: zbornik radova posvećen 95. rođendanu prof. dr. sc. Bulcsúa Lászlόa.[42]
- 2017.: Hrvatsko filološko društvo utemeljilo je i dodjeljuje Nagradu "Bulcsú László" za filologiju.[43] koja se dodjeljuje na Danima Bulcsúa Lászlóa.
- 2020.: Dne 4. srpnja, u Čakovcu, u Ulici kralja Tomislava 26, otkrivena je spomen-ploča na rodnoj kući profesora Bulcsúa Lászlόa. Spomen-ploču postavilo je Hrvatsko filološko društvo i Ogranak Matice hrvatske u Križevcima.[44]

## Ostalo
- Bio je olimpijski plivački reprezentativac (kandidat 1948. godine za OI u Londonu) i hrvatski rekorder u klasičnome plivanju leptirovim načinom.[6][39]
- Smatra se da je u 1960-ima upravo on izmislio riječ sažetak.[45]